# Gabriel Bitan
Gabriel Bitan (n. 23 iulie 1998, București, România) este un atlet român, specializat în săritură în lungime.

## Carieră
Sportivul s-a apucat de atletism în 2008. Prima lui performanță notabilă a fost medalia de aur la Festivalul Olimpic al Tineretului European din 2013, sărind 7,41 metri. La Jocurile Olimpice de Tineret din 2014 a obținut locul cinci. În 2019 a căștigat pentru prima oară la Campionatul Național de Seniori și la Balcaniadă. În același an a participat la Campionatul European de Tineret unde s-a clasat pe locul 13.
În anul 2021 atletul a trecut pentru prima oară peste opt metri. La Campionatul European în sală de la Toruń a ocupat locul opt. Tot în acel an a devenit campion balcanic, stabilind un nou record personal cu o săritură de 8,11 metri. Anul următor a participat la Campionatul European de la München dar nu a reușit să se califice în finală.
La Campionatul European în sală de la Istanbul din 2023 Gabriel Bitan a cucerit medalia de bronz cu o săritură de opt metri, în urma grecului Miltiadis Tentoglou și a suedezului Thobias Montler.

## Realizări
| An   | Competiție                                 | Locație            | Loc | Eveniment | Note        |
| ---- | ------------------------------------------ | ------------------ | --- | --------- | ----------- |
| 2013 | Festivalul Olimpic al Tineretului European | Utrecht, Olanda    | 1   | lungime   | 7,41 m      |
| 2013 | Festivalul Olimpic al Tineretului European | Utrecht, Olanda    | 4   | 4x100 m   | 42,86 s     |
| 2014 | Jocurile Olimpice de Tineret               | Nanjing, China     | 5   | lungime   | 7,32 m      |
| 2014 | Jocurile Olimpice de Tineret               | Nanjing, China     | 46  | 8x100 m   | 1:52,48 min |
| 2019 | Campionatul European de Tineret (sub 23)   | Gävle, Suedia      | 13  | lungime   | 7,49 m      |
| 2021 | Campionatul European în sală               | Toruń, Polonia     | 8   | lungime   | 7,72 m      |
| 2022 | Campionatul European                       | München, Germania  | 16  | lungime   | 7,64 m      |
| 2023 | Campionatul European în sală               | Istanbul, Turcia   | 3   | lungime   | 8,00 m      |
| 2023 | Campionatul Mondial                        | Budapesta, Ungaria | 36  | lungime   | 7,32 m      |

## Recorduri personale
| Probă                       | Performanță | Dată             | Locație   |
| --------------------------- | ----------- | ---------------- | --------- |
| Săritură în lungime         | 8,11 m      | 26 iunie 2021    | Smederevo |
| Săritură în lungime în sală | 8,14 m      | 6 februarie 2021 | București |

## Legături externe
Materiale media legate de Gabriel Bitan la Wikimedia Commons
- Gabriel Bitan la Comitetul Olimpic și Sportiv Român (arhivat)
- en Gabriel Bitan la World Athletics
- en Gabriel Bitan la Olympedia.org
- en  Gabriel Bitan la athleticspodium.com